# NEVER-END TALE
「NEVER-END TALE」（ネヴァー・エンド・テイル）は、小林竜之&鈴木このみによる楽曲。
単独のシングル、また石田燿子の「FOREVER HERE」との両A面シングル「NEVER-END TALE/FOREVER HERE 〜FAIRY TAIL EDITION〜」として2015年8月19日にavex picturesから発売された。

## 概要
小林竜之にとって2枚目のシングルであり、初のコラボレーション・シングルである。
「NEVER-END TALE」は、テレビアニメ『FAIRY TAIL』のオープニングテーマに起用された。
カップリング曲は小林のソロ曲となっている。

## CD収録曲

### CD+DVD盤
1. NEVER-END TALE
  - 歌：小林竜之、鈴木このみ、作詞：松井洋平、作曲：矢鴇つかさ、編曲：桑原聖
2. Endless NOVA[TK SKRIX ver.]
  - 歌：小林竜之、作詞：畑亜貴、作曲：岩橋星実、編曲：清水武仁
3. NEVER-END TALE -Instrumental-
4. Endless NOVA[TK SKRIX ver.] -Instrumental-

#### DVD収録内容
1. NEVER-END TALE -Music Video-

## NEVER-END TALE/FOREVER HERE 〜FAIRY TAIL EDITION〜
「NEVER-END TALE/FOREVER HERE 〜FAIRY TAIL EDITION〜」（ネヴァー・エンド・テイル/フォレヴァー・ヒア フェアリーテイル・エディション）は、小林竜之&鈴木このみによるコラボレーション・シングル、及び石田燿子の23枚目のシングル。

### 概要
石田のシングルとしては、前作「COLORFUL BOX」以来8か月半ぶりのリリースとなる。
「FOREVER HERE」は、テレビアニメ『FAIRY TAIL』のエンディングテーマに起用された。

### シングル収録内容
| 全作詞: 松井洋平、全作曲: 矢鴇つかさ。 |                                  |           |            |            |                     |      |
| #                                      | タイトル                         | 作詞      | 作曲・編曲 | 編曲       | 歌                  | 時間 |
| 1.                                     | 「NEVER-END TALE」               | 松井洋平  | 矢鴇つかさ | 桑原聖     | 小林竜之&鈴木このみ | 5:00 |
| 2.                                     | 「FOREVER HERE」                 | 松井洋平  | 矢鴇つかさ | 矢鴇つかさ | 石田燿子            | 4:44 |
| 3.                                     | 「NEVER-END TALE」(Instrumental) | 松井洋平  | 矢鴇つかさ |            |                     | 4:59 |
| 4.                                     | 「FOREVER HERE」(Instrumental)   | 松井洋平  | 矢鴇つかさ |            |                     | 4:41 |
| 合計時間:                              | 合計時間:                        | 合計時間: | 合計時間:  | 19:24      |                     |      |